# Evangelisch-lutherische Kirche in Neukirch/Lausitz

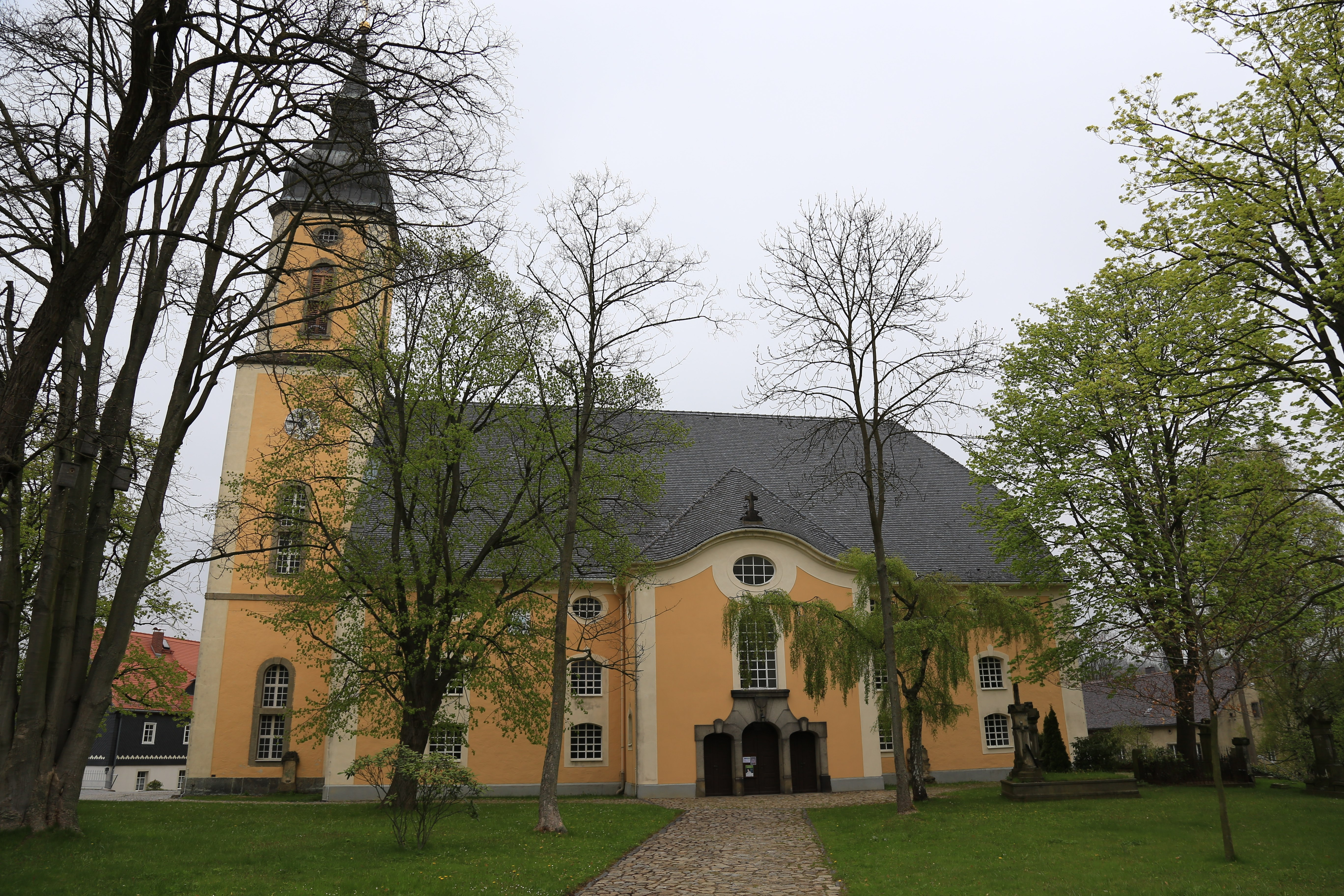
Evangelisch-lutherische Kirche in Neukirch/Lausitz

Die Evangelisch-lutherische Kirche in Neukirch/Lausitz ist eine Barockkirche im Landkreis Bautzen in Sachsen. Die Kirchgemeinde gehört zum Kirchenbezirk Bautzen-Kamenz in der Evangelisch-Lutherischen Landeskirche Sachsens.

## Lage
Die Kirche befindet sich an der Hauptstraße 54 in Neukirch/Lausitz.

## Geschichte

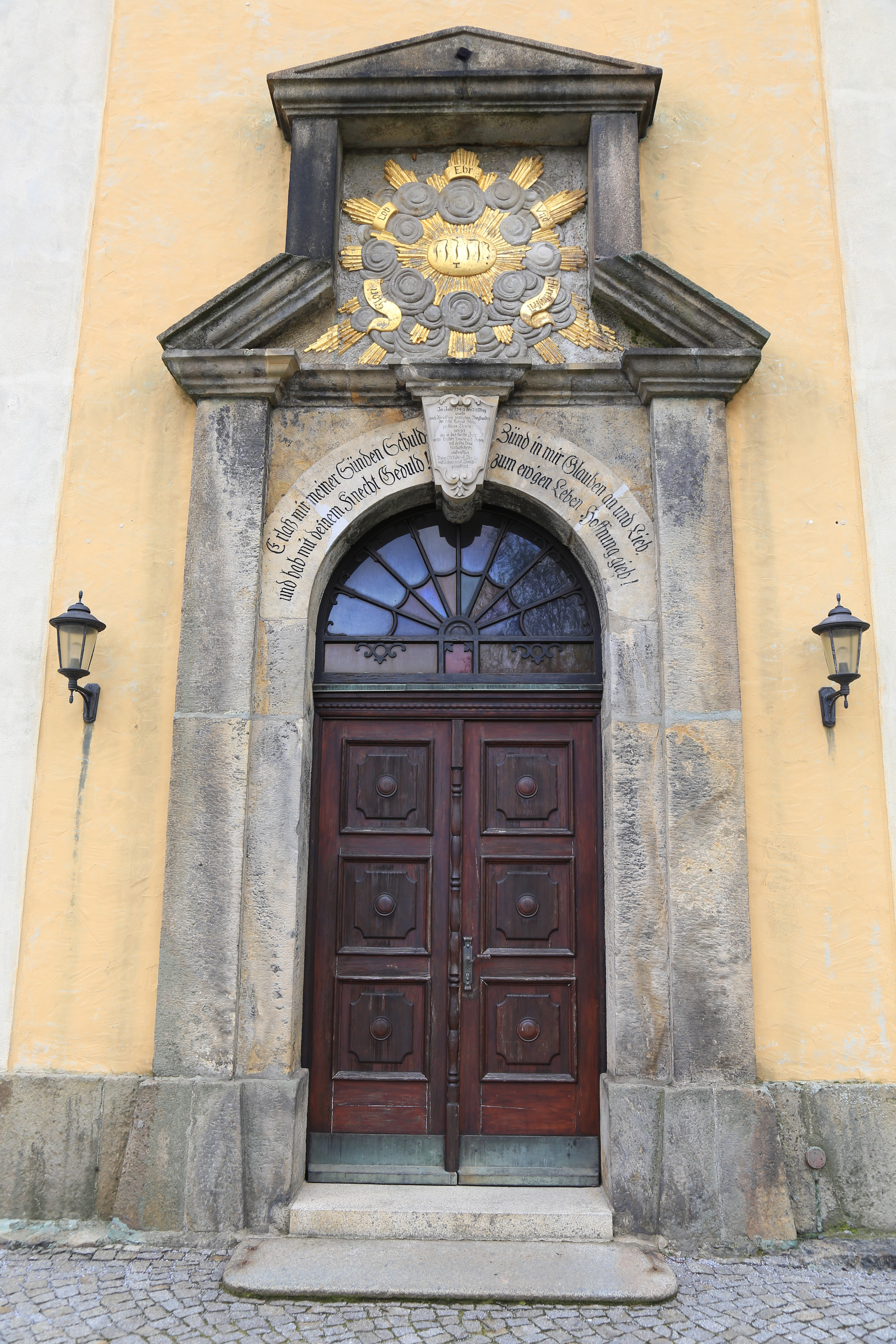
Sonnenuhr an der Evangelisch-lutherische Kirche in Neukirch/Lausitz

Um das Jahr 1200 entstand ein erster Kirchenbau aus Holz, der im Jahre 1471 abbrannte. Daraufhin wurde die Kirche zwischen 1476 und 1504 ein zweites Mal neu aufgebaut. Der Dreißigjährige Krieg führte zur erneuten starken Beschädigung der Kirche. Von 1673 bis 1681 wurde die Kirche umgebaut. Aufgrund der Zunahme der Bevölkerung erfolgte am 27. April 1723 die Grundsteinlegung für einen kompletten Neubau der Kirche ohne Turm. Der Bau des Kirchturms begann im Jahr 1749 und die Bauzeit betrug vier Jahre. Verantwortliche Bauleiter waren Freiherr Ernst Ludwig Baron von Stein zum Altenstein, Daniel Erasmus, Graf von Huldenberg und sein Sohn Georg Ludwig Erasmus Freiherr von Huldenberg. 1782 wurde die Kanzel über den Altar in der Kirche verlegt. Eine Orgel wurde 1873 eingebaut. Im Laufe der Geschichte wurde das Gebäude vom Blitz getroffen und beschädigt. Im Zuge der Befreiungskriege wurde der Turmkopf im Mai 1813 durch Beschuss zerstört. Am 18. Juni 1818 wurden der Turmkopf und die Fahne vergoldet. Die drei Glocken aus Bronze aus dem Jahr 1874 wurden im Laufe des Ersten Weltkriegs eingeschmolzen. In den 1920er Jahren wurden neue Glocken in den Turm eingesetzt, diese wurden im Laufe des Zweiten Weltkriegs abermals abgebaut und eingeschmolzen. Die heutigen vier Glocken sind aus dem Jahr 1948. Von 1945 bis 1990 wurde der Westgiebel neu verputzt. Der jetzige vergoldete Turmknopf stammt aus dem Jahr 1970.
Von 1990 bis 1991 wurden das Äußere und der Innenraum der Kirche umfangreich saniert. Das Pfarrhaus stammt aus dem Jahr 1868/1869, die Wohnung des Diakons aus der Mitte des 18. Jahrhunderts. Das Kirchschulgebäude und die Lehrerwohnung wurde um 1617 erbaut. Die Sonnenuhr an der Kirche trägt die Aufschrift: Jedes hat seine Zeit … wie wahr, wie wahr. (Pred 3 )

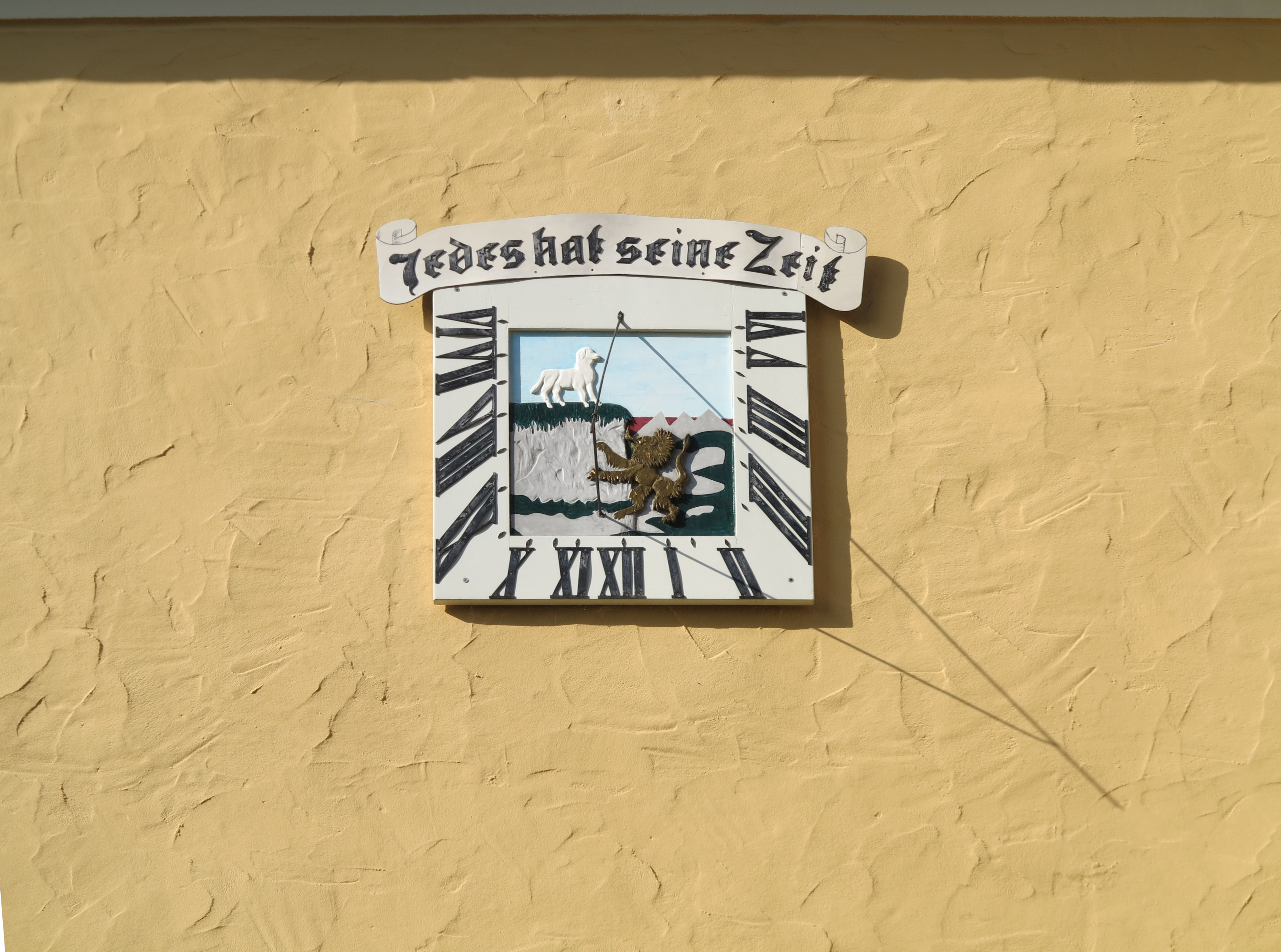
Sonnenuhr an der ev. Kirche

## Glocken

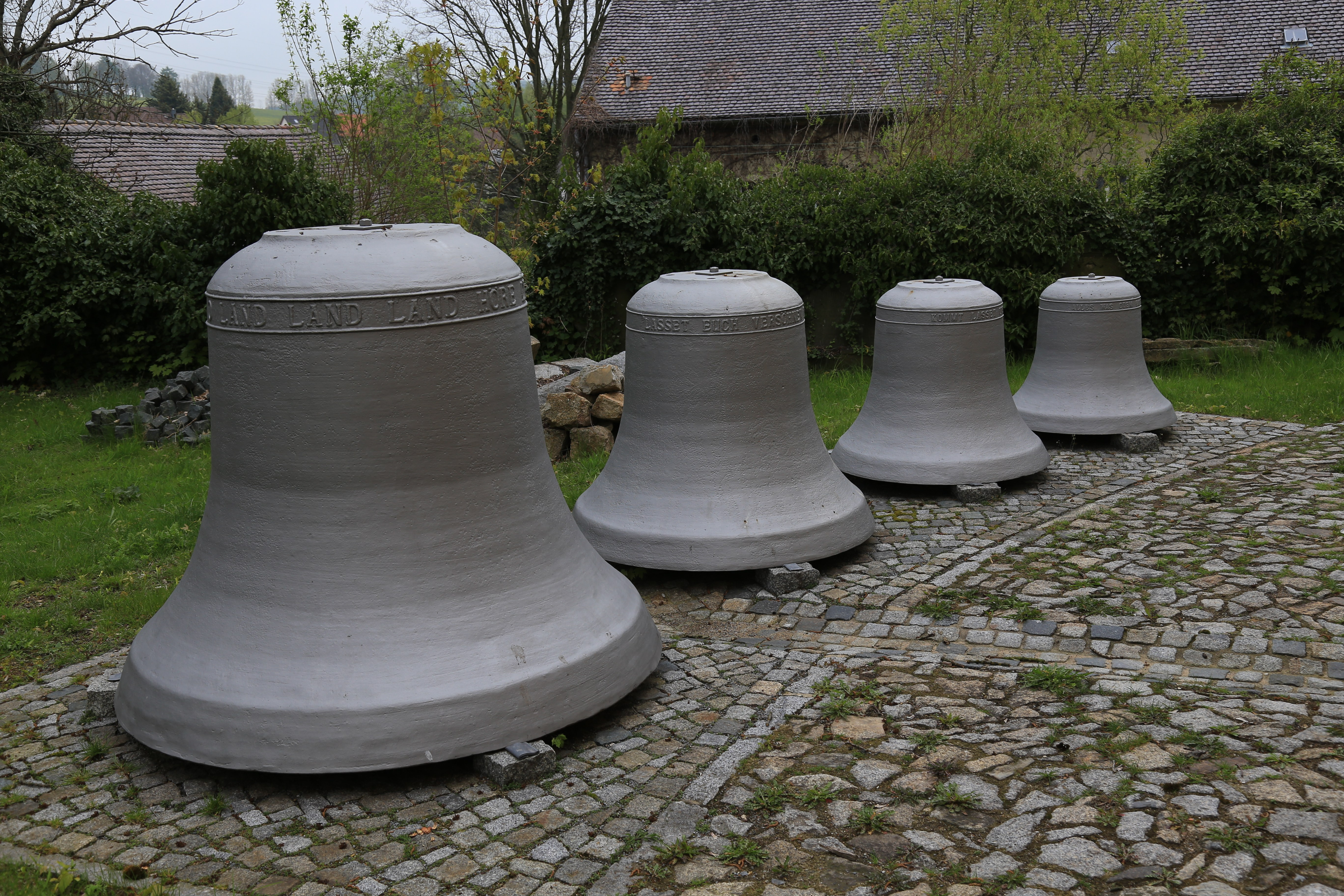
Die Kirchglocken der Evangelisch-lutherische Kirche in Neukirch/Lausitz

Die jetzt (2023) vorhandenen Kirchenglocken aus Bronze wurden am 27. Juni 2014 in Karlsruhe in der Glockengießerei Bachert gegossen. Am 14. Oktober 2014 wurden sie im Kirchturm der Evangelisch-lutherische Kirche in Neukirch/Lausitz eingebaut.

## Ausstattung
Das Innere wird durch den hölzernen Kanzelaltar geprägt, dessen Aufbau um 1750 geschaffen wurde. Dreifach verkröpfte Pilaster korinthischer Ordnung tragen die seitlich der Kanzeltür ausschwingenden Voluten, welche ihrerseits den rankengeschmückten Kanzelaufsatz mit Strahlenkranz stützen. Ein Putto trägt den polygonalen Kanzelkorb. Die sarkophagartige Mensa wird durch Blumengehänge und Palmenzweige geschmückt.
Links des Altars findet sich über einer Sakristeitür das Epitaph des Daniel Erasmus von Huldenburg († 1733) als Ritterbüste in einer Rundbogennische einer Ädikula mit dem Wappen unter dem Dreiecksgiebel. Auf der gegenüberliegenden Seite des Altars befindet sich das Epitaph des Gottlieb Erasmus Karl Freiherrn von Huldenburg († 1812) mit der ausdrucksvollen Gipsbüste eines jugendlichen Mannes in einer Rundbogennische mit darüber angebrachtem Huldenbergschen Wappen.
Die mechanische Orgel stammt aus dem Jahre 1873. Sie war die erste Orgel der Firma Hermann Eule aus Bautzen. Sie hat heute 31 Register auf zwei Manualen und Pedal. In den Jahren 1942 und 2017 führte die Firma Eule Wiederherstellungsarbeiten an der Orgel aus, wobei eine elektropneumatische Traktur eingebaut und die Disposition geändert wurde. Um 1920 wurde die Kerzenbeleuchtung durch Kronleuchter ersetzt.

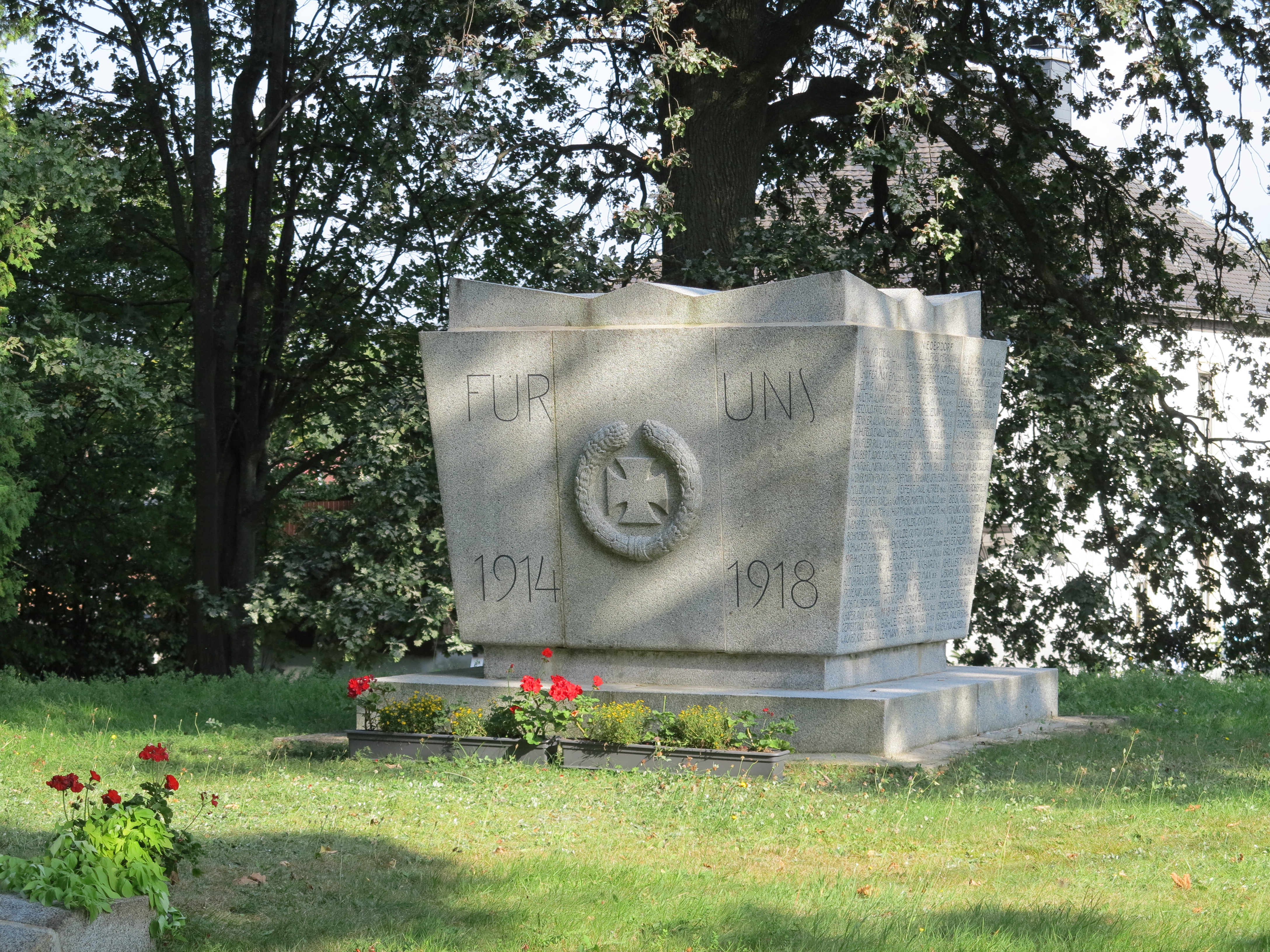
Denkmal für die Opfer des 1. Weltkrieges

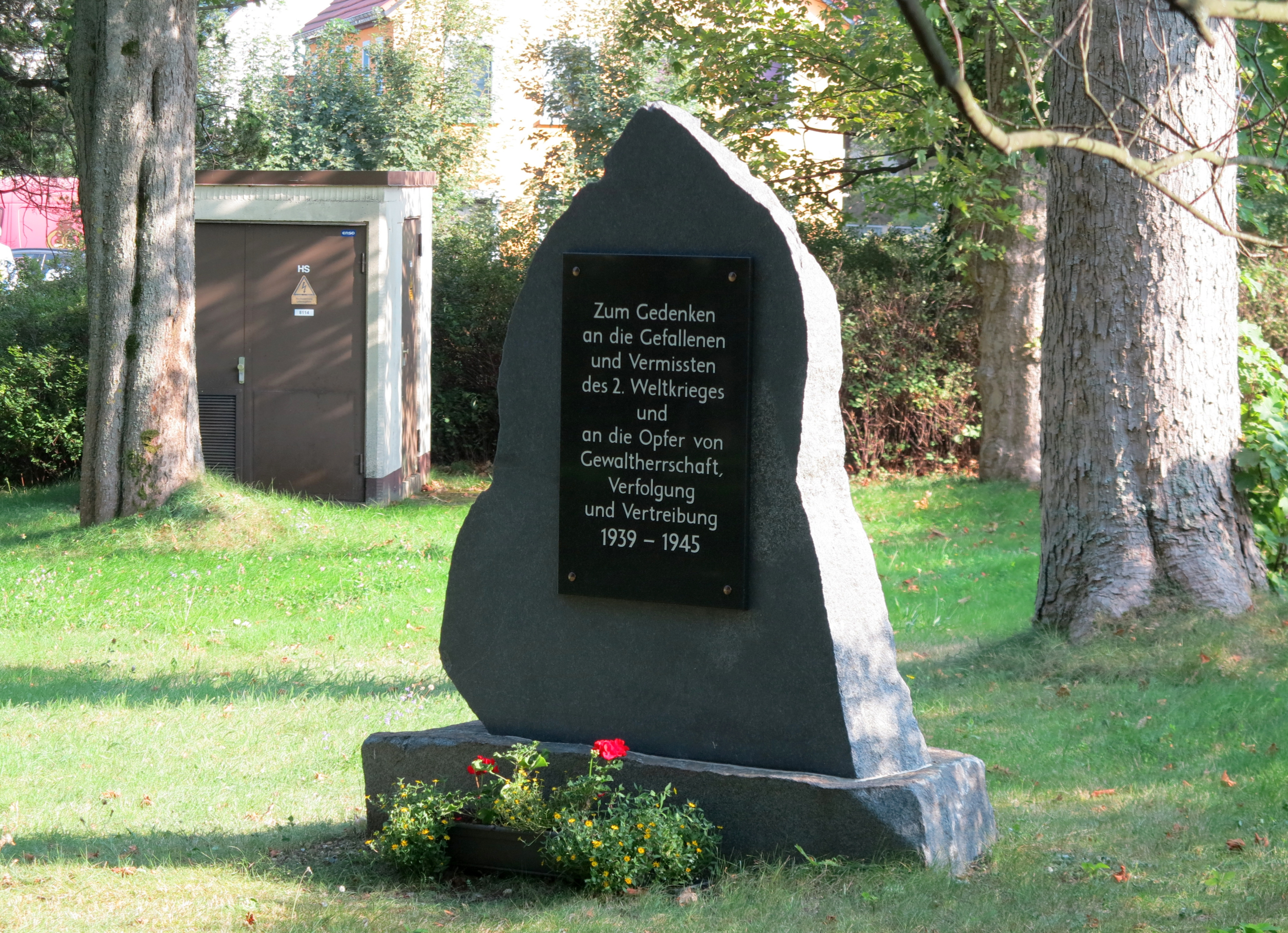
Denkmal für die Opfer des 2. Weltkrieges und die Opfer von Gewaltherrschaft, Verfolgung und Vertreibung

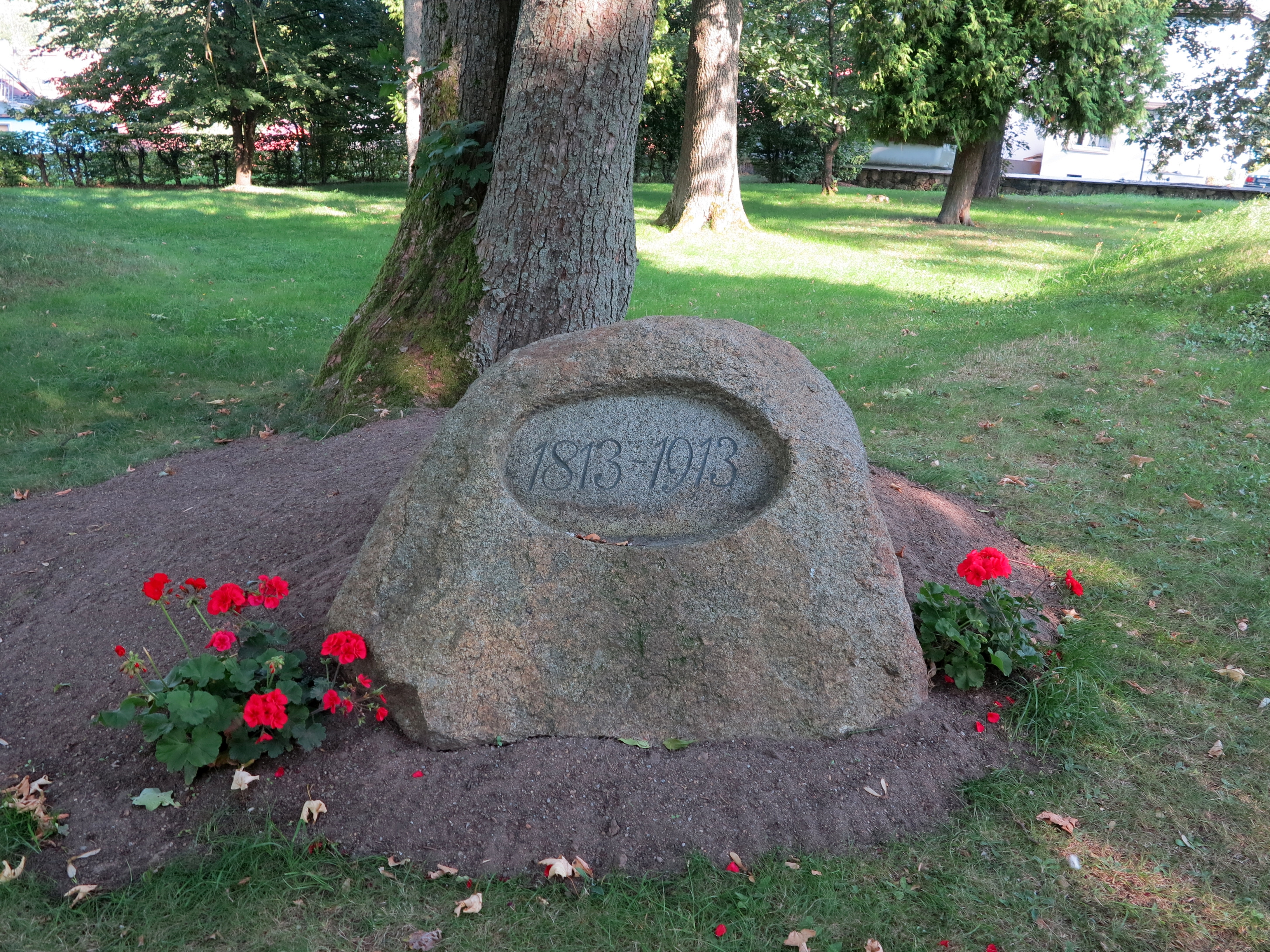
Erinnerung an die Opfer der Kämpfe von 1813

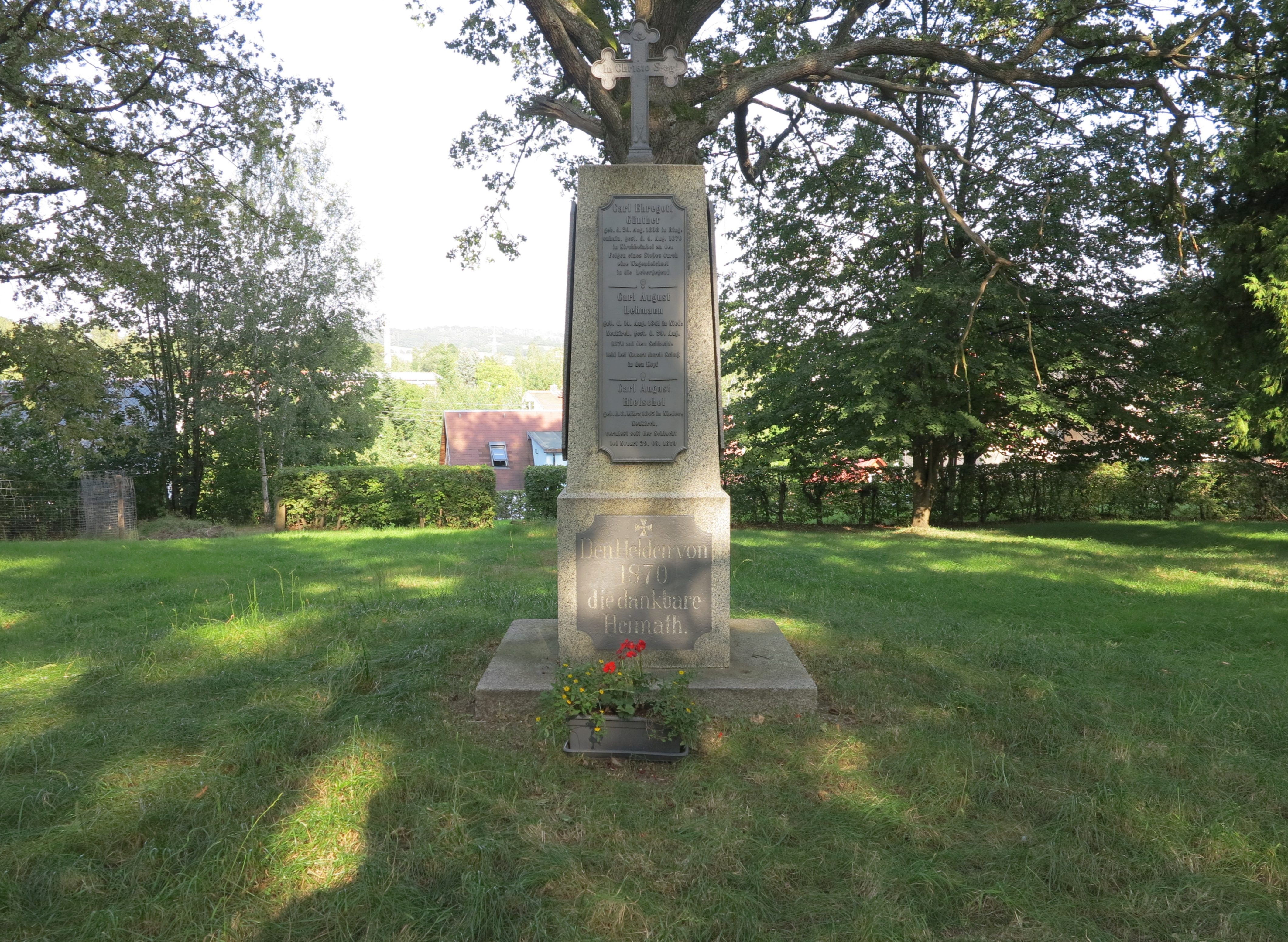
Erinnerung an die Opfer des deutsch-französischen Krieges 1870–1871

Friedhof